# 222e division d'infanterie
La 222e division d'infanterie est une unité de l'armée allemande créée en 1916 qui participe à la Première Guerre mondiale.

## Chefs de corps
| Grade        | Nom                    | Date                                |
| ------------ | ---------------------- | ----------------------------------- |
| Generalmajor | Hans Küster            | 30 septembre 1916 - 21 janvier 1917 |
| Generalmajor | Fritz von Triebig (de) | 22 janvier 1917 - 14 septembre 1918 |